# 1868 en photographie
| Années de la photographie : 1865 - 1866 - 1867 - 1868 - 1869 - 1870 - 1871    |
| Décennies de la photographie : 1830 - 1840 - 1850 - 1860 - 1870 - 1880 - 1890 |

Cet article présente les faits marquants de l'année 1868 en photographie.

## Événements
- Louis Ducos du Hauron dépose un brevet pour la mise au point de la trichromie qui permet la photographie en couleur.

- 1er avril : Léonard Hubert Zeyen ouvre un studio de photographie au no  104 de la rue Saint-Séverin à Liège en Belgique[1],[2].

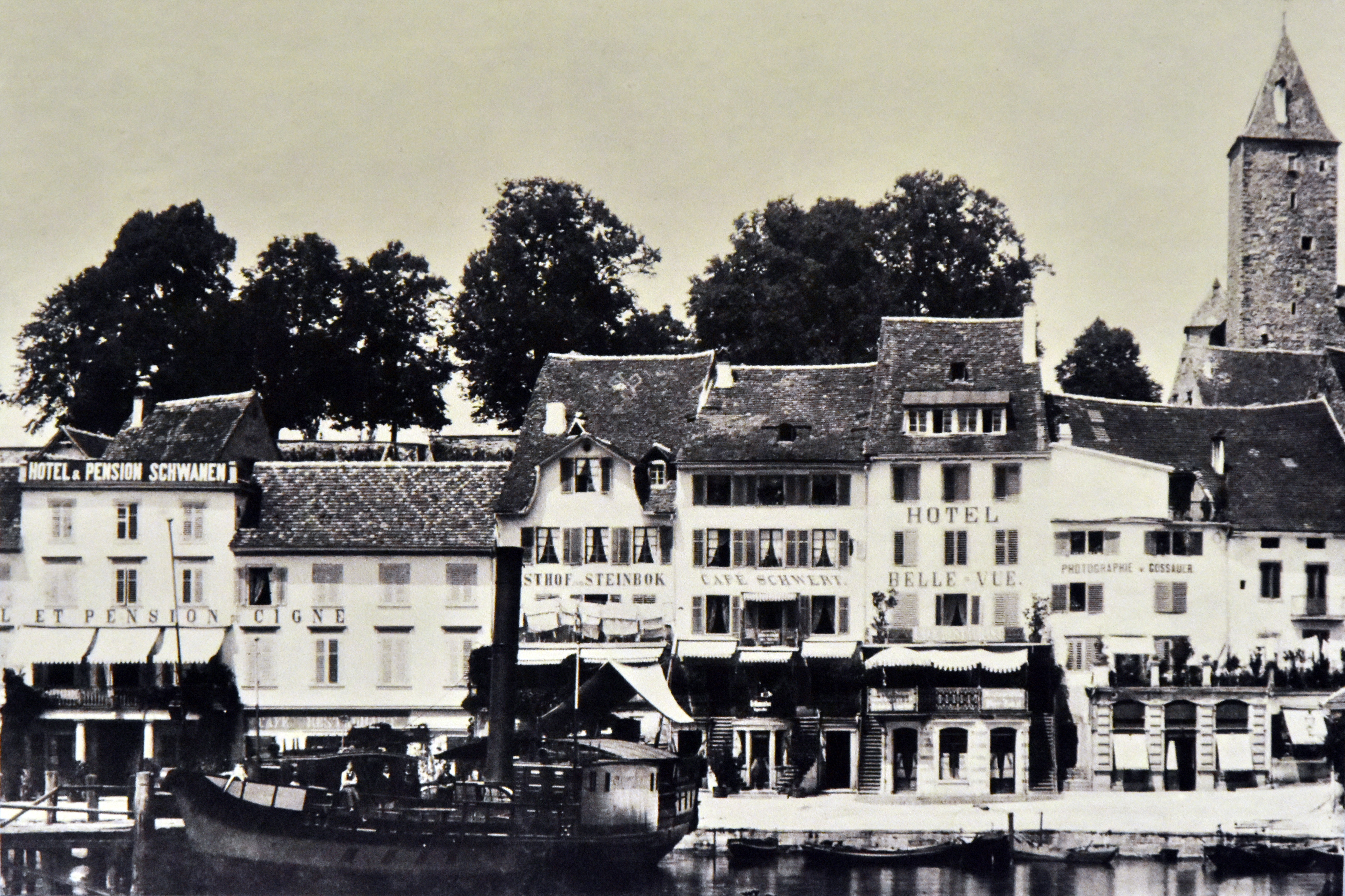
Alwina Gossauer, Vue du quai de Rapperswil vers 1880 avec à droite l'atelier "Photographie A. Gossauer".

- juin : Alwina Gossauer crée un studio professionnel de photographie « Photographie A. Gossauer » à Rapperswil au bord du lac de Zurich en Suisse[3].

- Yokoyama Matsusaburō ouvre un studio photographique à Yokohama, puis s'installe la même année à Tokyo et nomme son studio Tsūten-rō (通天楼?).

- Romualdo Moscioni ouvre à Rome son studio photographique : Stabilimento fotografico artistico commerciale à Rome, via dei Due Macelli 89 en 1868 (il l'insatlle ensuite Via del Babuino, Via Condotti 76 et Via Frattina - toujours à proximité de la Piazza di Spagna), et se spécialise dans la photographie d'archéologie et d'architecture[4].

- La société minière La Vieille-Montagne, leader mondial de l'industrie du zinc à cette époque, organise une campagne photographique de ses sites liégeois, allemands, français et suédois, avec une série de portraits de l'ensemble des employés ; elle passe commande pour Liège à Léonard Hubert Zeyen et Eugène Westendorp pour la Prusse[5].

- décembre : le photographe Louis Cyrus Macaire (1807-1871) crée à Paris une revue mensuelle Le Rayon bleu. Journal des photographes ; la mort de Macaire pendant la guerre franco-allemande de 1870 met fin à sa parution (Année 1870 en ligne sur Gallica)[6].

- Création à Göttingen en Allemagne de Steidl Verlag, maison d'édition spécialisée dans la photographie.

- Fondation de l'Association nationale de photographie des États-Unis.

## Photographies notables
- 16 juillet : Nadar réalise les premières photographies aériennes de Paris, en particulier du quartier de l'Étoile et de l'Arc de Triomphe, prises depuis le ballon captif qui avait été installé pour l'Exposition universelle de 1867[7],[8].

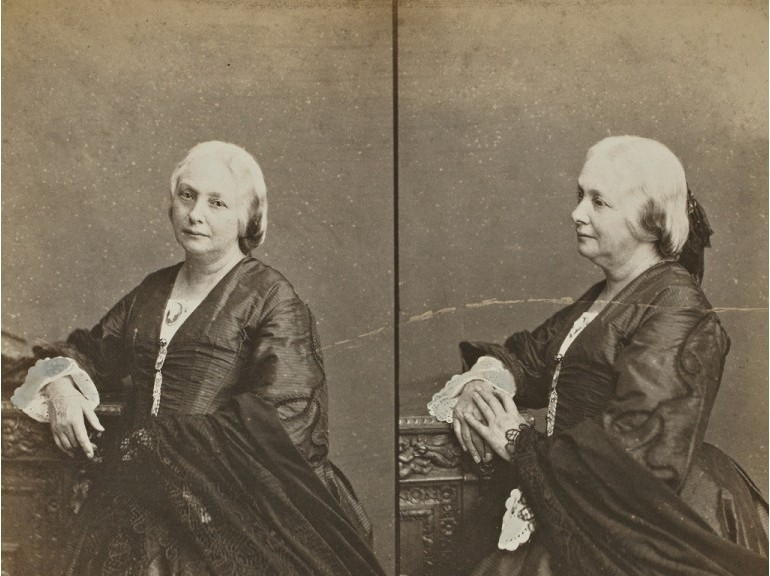
Arsène Garnier, double portrait de Juliette Drouet.

- Le photographe Arsène Garnier, devenu l'ami de Victor Hugo exilé à Guernesey, photographie Juliette Drouet à Hauteville House[9].

## Livres de photographies
- Jean Laurent, Catalogue des objets du musée des Armures de S. M. la reine, reproduits en photographie, Madrid, Imprenta de los senores Rojas (Lire en ligne).
- Charles Yriarte, Les Frises du Parthénon par Phidias. Vingt-deux planches reproduites par le procédé de phototypie de Tessié du Motay et Maréchal par G. Aroza et Cie, Paris, A. Morel, 6 p. et 22 ff. de planches.

## Études, essais, articles
- Auguste Belloc, Le retoucheur : traité complet de la photographie, de la retouche, du coloris des épreuves albuminées par les couleurs et le système, Paris, 70 p. (lire en ligne).
- Lafon de Camarsac, Portraits photographiques sur émail vitrifiés et inaltérables comme les peintures de Sèvres, Paris, 28 p.

## Expositions

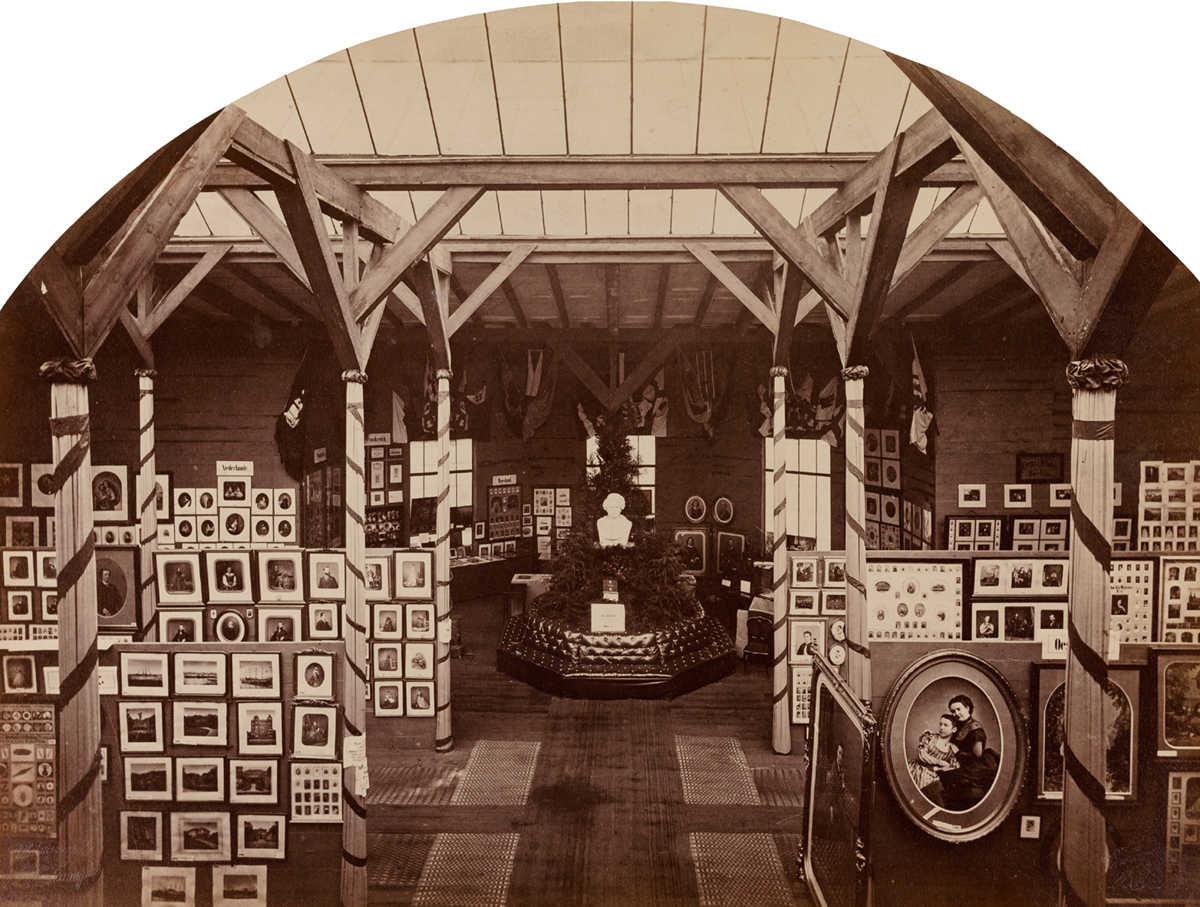
Intérieur de la "Dritte Ausstellung für photographische Arbeiten" à Hambourg, photographie de Wihlem Champes.

- 14 novembre - 27 décembre : Dritte Ausstellung für photographische Arbeiten (de), organisée à Hambourg par la Photographische Verein Hamburg, dans un bâtiment en bois construit spécialement pour l'événement. Y exposent notamment Joseph Albert, Ludwig Angerer, Emilie Bieber, Adèle Perlmutter (de) et Carl Suck (de).

## Naissances

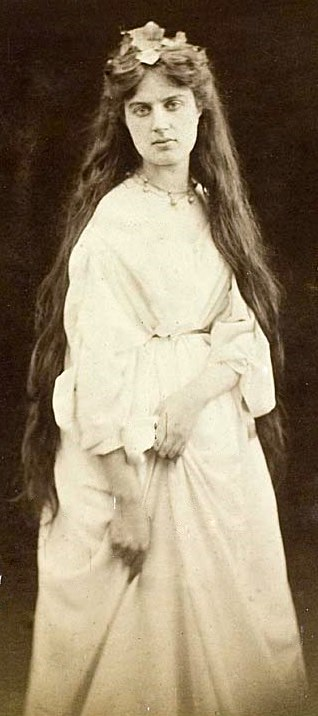
Marie Spartali Stillman, Julia Margaret Cameron, photographie, épreuve à l'albumine argentique à partir d'un négatif en verre au collodion humide, 1868.

- 9 janvier : Margaret Matilda White,photographe et infirmière néo-zélandaise, morte le 6 juillet 1910.
- 16 février : Edward Sheriff Curtis, anthropologue et photographe américain, mort le 19 octobre 1952.
- 17 février : Charles Ogerau, photographe français, mort le 15 août 1908.
- 13 mars : Paul Gruyer, écrivain, traducteur et photographe français, actif en Bretagne, mort le 27 octobre 1930.
- 16 avril : Émile Bayard, historien d'art, photographe et enseignant français, mort le 23 décembre 1937.
- 26 juin : Edmond Desbonnet, médecin, promoteur de la culture physique et photographe français, mort le 28 juin 1953.
- 26 août : Evelyn Cameron (en), photographe américaine, qui a photographié sa vie de pionnière dans le Montana à partir de la fin des années 1890[10], morte le 26 décembre 1928.
- 1er septembre : Adolf de Meyer, photographe d'origine allemande, actif à Londres et à New York, mort le 6 janvier 1946.
- 5 novembre : Louise Deglane, photographe amatrice française, connue pour sa pratique de l'autochrome, morte le 22 décembre 1936.
- 18 décembre : Julius Boysen, photographe américain, mort le 29 mai 1939.
- 24 décembre : Jules Jacot-Guillarmod, médecin, alpiniste et photographe suisse, mort le 5 juin 1925.

## Décès
- 29 janvier : Pascual Perez, écrivain et photographe espagnol, né le 16 février 1804.
- 10 février : David Brewster, physicien écossais, inventeur  d'un stéréoscope à deux lentilles, né le 11 décembre 1781.
- 2 mars : Christian Tunica, peintre et photographe allemand, né le 11 octobre 1795.
- 30 mars : Esteban Gonnet, photographe français actif en Argentine, né le 3 septembre 1829.
- 8 juin : Sofia Ahlbom, polymathe et photographe suédoise, née le 25 novembre 1803.
- 16 novembre : François Fleischbein, peintre et photographe bavarois, actif à la Nouvelle Orléans, né en 1804.
- Date précise inconnue ou non renseignée : 
  - Sinibaldo de Mas, diplomate, sinologue et photographe espagnol, né le 9 novembre 1809.